# شيموس كالانان
شيموس كالانان (بالإنجليزية: Séamus Callanan)‏ هو لاعب قذف أيرلندي، ولد في 15 سبتمبر 1988 في Drom, County Tipperary ‏ في جمهورية أيرلندا.